# Катунин, Юрий Андреевич
Юрий Андреевич Катунин (укр. Юрій Андрійович Катунін; 1 декабря 1956, Червоноармейское, Запорожская область — 5 февраля 2016, Симферополь) — советский и украинский историк и религиовед. Доктор исторических наук (2004), профессор (2008). Декан философского факультета Таврического национального университета (2009—2016). Отличник образования Украины. Заслуженный работник образования Автономной Республики Крым (2013). Член Крымской ассоциации философов.

## Биография
Родился 1 декабря 1956 года в селе Червоноармейское Запорожского области в семье агронома и доярки. Учился в Червоноармейской средней школе. Работал слесарем в ремонтной мастерской колхоза им. Калинина.
В 1975 году поступил на исторический факультет Симферопольского государственного университета имени М. Фрунзе. Во время учёбы являлся старостой, комендантом общежития, командиром студенческого стройотряда и профсоюзным организатором факультета. По окончании университета в 1980 году Катунин стал работать историком на кафедре философии, теории и истории мировой и отечественной культуры.
В 1994 году в Запорожском государственном университете защитил кандидатскую диссертацию на тему «История Таврической и Симферопольской епархии (вторая половина XIX — начало XX века)» (научный руководитель — доктор исторических наук, профессор А. И. Карагодин). В 2004 году защитил докторскую диссертацию в Московском государственном университете на тему «Православная церковь и государство: проблема взаимоотношений в 1917—1939 гг. (на материалах Крыма)». В 2006 году решением президиума ВАК Украины это звание было подтверждено.
В 2009 году был избран профессором кафедры культурологии и деканом философского факультета ТНУ.
В 2010 году вошёл в состав коллегии Республиканского комитета Автономной Республики Крым по делам религий.
Создатель и главный редактор журнала «Культура народов Причерноморья».
В марте 2014 года возглавил крымское отделение российского общества «Знание».
С октября 2015 года — начальник управления международной деятельности Крымского федерального университета им. В. И. Вернадского.
Скончался 5 февраля 2016 года в Симферополе.

## Награды
- Отличник образования Украины[7]
- Заслуженный работник образования Автономной Республики Крым (2013)[2]

## Семья
Во время учёбы в Симферополе, в 1978 году, познакомился со своей будущей женой Еленой Жигулиной, уроженкой Мелитополя. Имел двух детей Наталью и Антона.